# Рамберг (Пфальц)
Рамберг (нем. Ramberg) — коммуна в Германии, в земле Рейнланд-Пфальц.
Входит в состав района Южный Вайнштрассе. Подчиняется управлению Аннвайлер ам Трифельс. Население составляет 968 человек (на 31 декабря 2010 года). Занимает площадь 7,75 км².